# عائلة النوبختي
النوبختي (الفارسية: نوبختی، وتعني "الولادة الجديدة" أو "الحظ السعيد")، هو اللقب الفارسي للعديد من الشخصيات البارزة في الإسلام، وخاصة في المذهب الشيعي ، وعلم اللاهوت (الكلام)، والفلسفة، والعلوم. هناك العديد من الاختلافات في التهجئة بما في ذلك نوبخت، نبخت ، نايبخت وابن نوبخت. تميز العديد من أفراد عائلة نوبخت، أو العشيرة (بني نوبخت)، في علم الفلك وقدموا مساهمات حاسمة في تطوير عقيدة الشيعة الاثني عشرية في وقت من الارتباك بعد الغيبة الصغرى للإمام الثاني عشر. تشمل الإنجازات اللاهوتية للعشيرة التكامل الرسمي لعقيدة المعتزلة العقلانية في الشيعة الاثني عشرية، وشرح الغيبة والدفاع عنها ضد المشككين الشيعة، وتطوير عقيدة الإمامة (مع التركيز على الصفات مثل العصمة) ووضع الأساس لسلطة علماء الاثني عشرية على مجتمعاتهم.

## أعلام عائلة النوبختي
1. نوبخت (نوبخت)، عالم فلك فارسي في بلاط المنصور العباسي.[5]
  1. أبو سهل، تيماذ، ابنه.
2. الحسن بن سهل بن نوبخت.
3. أبو سهل الفضل بن نوبخت بن نوبخت الفارسي.[6] طبيب وفلكي في بلاط الرشيد.[6]
4. أبو محمد الحسن بن موسى النوبختي . عالم شيعي وعالم دين مشهور. اشتهر بكتابه فرق الشيعة . مؤسس الكلام الإمامي مع عمه أبو سهل إسماعيل بن علي النوبختي.[6][7]
5. أبو سهل إسماعيل بن علي النوبختي. عالم من علماء الشيعة الإمامية (ت 311هـ [6] / 923-924م). مؤسس الكلام الإمامي مع ابن أخيه أبو محمد الحسن بن موسى النوبختي.[6]
6. أبو القاسم الحسين بن روح النوبختي. النائب الثالث للإمام المهدي عند الشيعة الإثني عشرية.

## طالع أيضًا
- نوبخت
- مرقد النوبختي

## الاستشهادات
1. ↑  Hitti 1949، صفحة 307.
2. ↑  Hitti 1949، صفحة 307, n.3.
3. ↑  Newman 2013، صفحة 16.
4. ↑  Newman 2013، صفحة 20.
5. ↑  Nadīm (al-) 1970، صفحة 1071.
6. 1 2 3 4 5  Endress، G. (1998). "al-Nawbakhti". في Meisami، Julie Scott (المحرر). Encyclopedia of Arabic literature. London: Routledge. ص. 584. ISBN:0-415-18572-6.
7. ↑  an-Naubaḫtī، al-Ḥasan ibn Mūsā (1931). Ritter، Hellmut (المحرر). firaq al-Shi'a ('The sects of the Shia'). ص. 115.